# Geisenhausen (Schweitenkirchen)
Geisenhausen ist ein Ortsteil der Gemeinde Schweitenkirchen im Landkreis Pfaffenhofen an der Ilm (Bayern).

## Lage
Das Pfarrdorf liegt im Norden der Gemeinde am Geisenhausener Bach, einem Zufluss der Wolnzach. Direkt westlich führt die Autobahn A9 mit der Raststätte Holledau vorbei.

## Geschichte
Im Jahr 829 erscheint der Ort als „Kysinhusir“ (Häuser des Kyso), „Kysenhusen“ und 1098 als „Gisenhusen“. In der spätgotischen katholischen Pfarrkirche St. Emmeram befinden sich unter anderem Plastiken aus dem 15. Jahrhundert. Geisenhausen gehörte früher zur Herrschaft Wolnzach. Das wittelsbachische Urbar kam im 14. Jahrhundert an die Familie Preysing. Die 1818 mit dem zweiten Gemeindeedikt begründete Gemeinde Geisenhausen umfasste neben dem Hauptort die Ortsteile Bettermacher, Birketbaur, Feldhof, Großarreshausen, Hueb, Kleinarreshausen, Neukaslehen, Peiglmühle, Preinerszell, Stelzenberg und Westing. Später kam noch die Einöde Aign dazu.
Am 1. Mai 1978 wurde im Rahmen der Gemeindegebietsreform die Gemeinde Geisenhausen nach Schweitenkirchen eingegliedert.

## Sehenswürdigkeiten
- Autobahnbrücke Holledau
- Pfarrkirche St. Emmeram
- Alte Linde bei der Kapelle, Naturdenkmal[6][7]

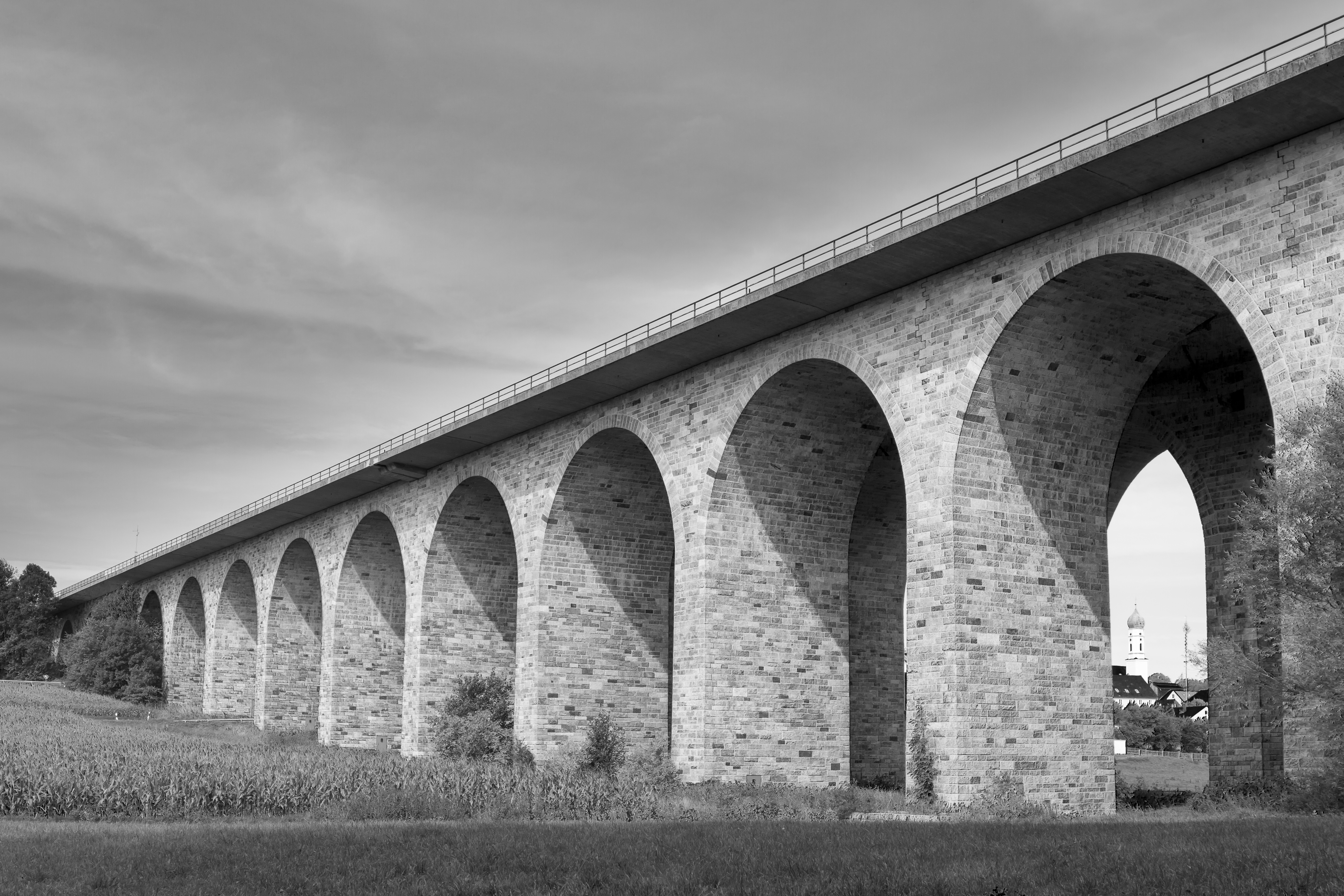
Autobahnbrücke Holledau
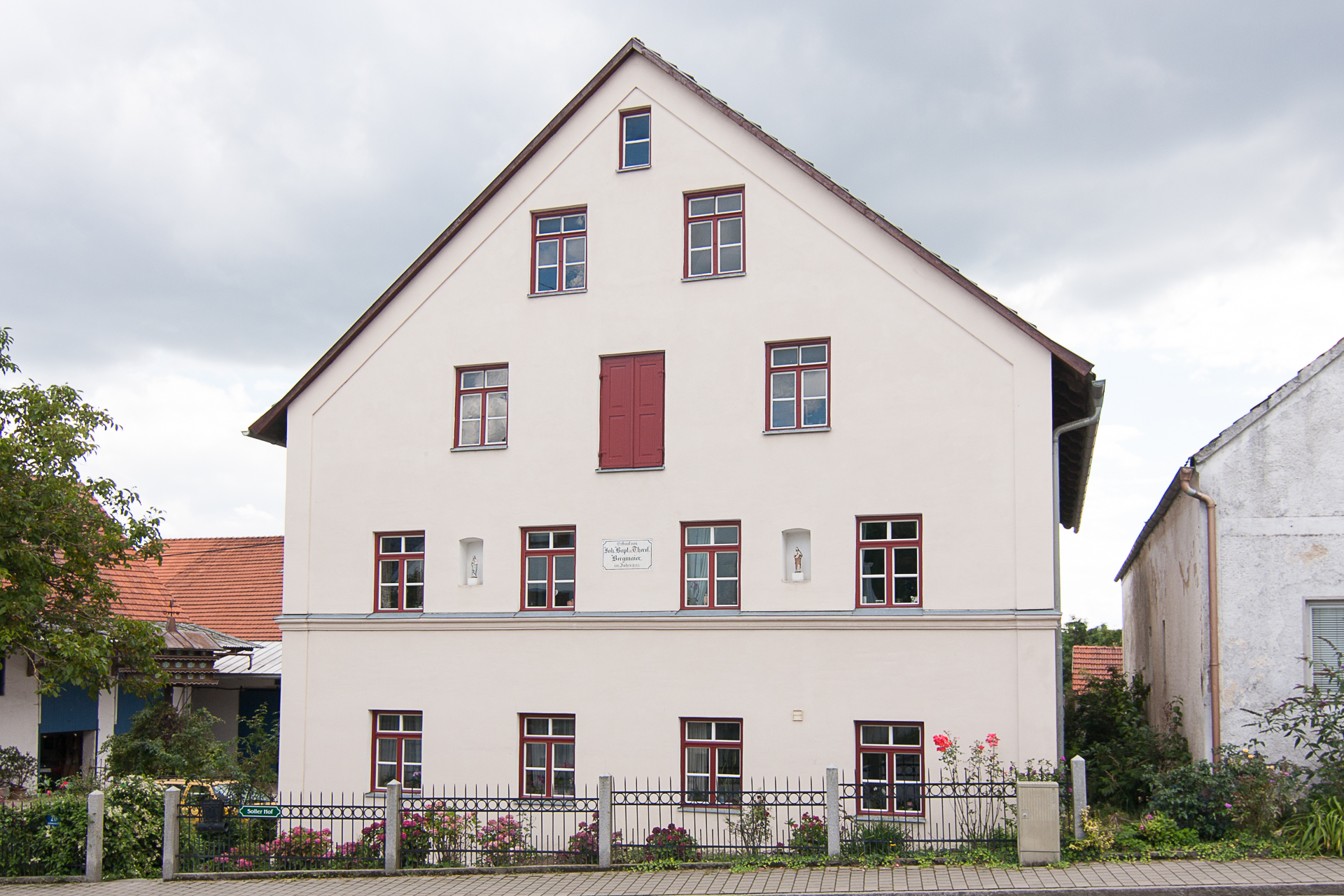
Bauernhaus Holledaustraße 20